# Hep G2

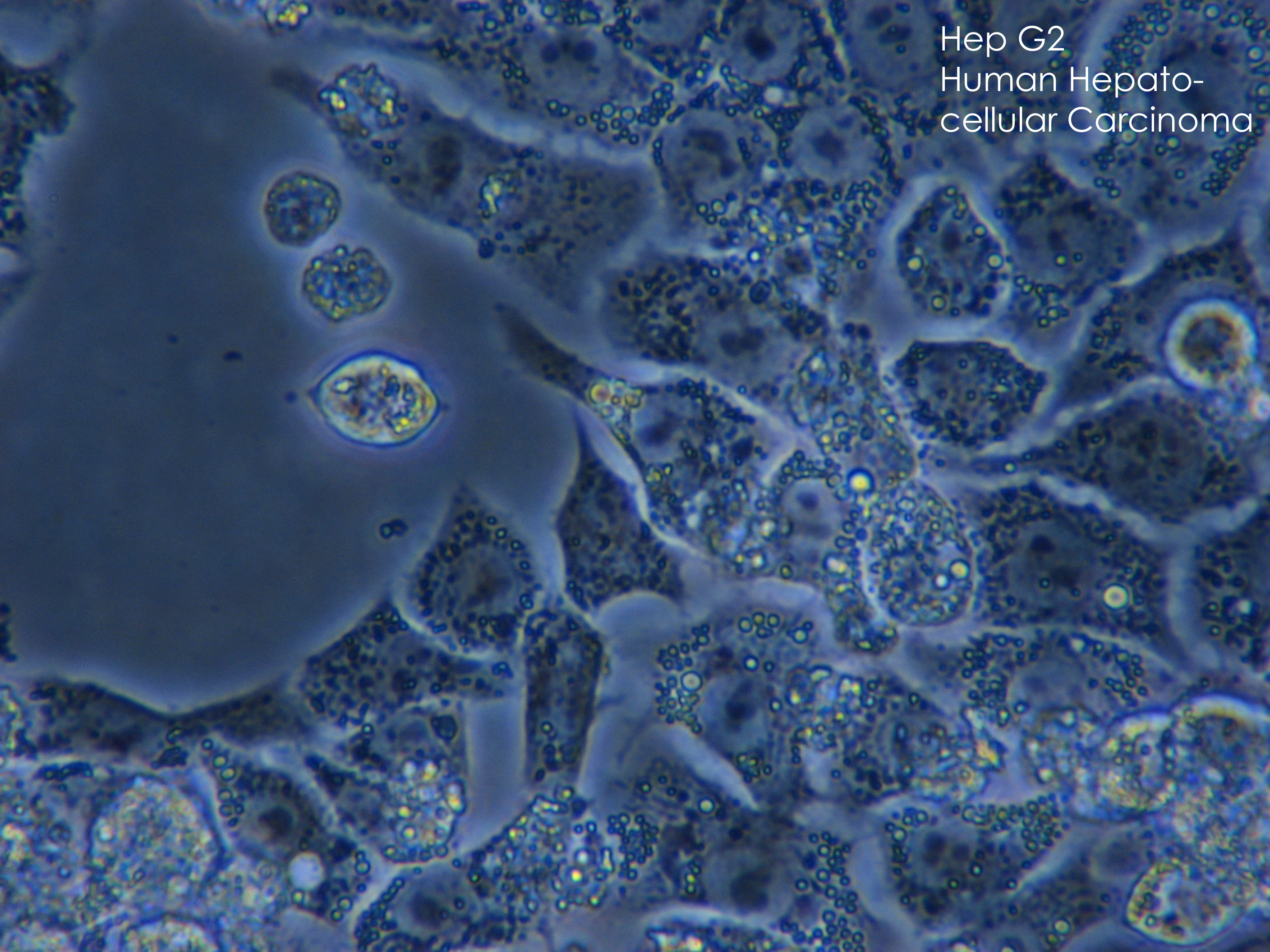
سلولهای HepG2

سلولهای HepG2 (به انگلیسی: Hep G2) یک دامنه سلولی سرطانی کبد در انسان هستند.
HepG2 یک دامنه سلولی نامیرا از بافت کبد یک پسر ۱۵ ساله هند و اروپایی مبتلا به سرطان پیشرفته کبد است. این سلولها در ظاهر شبیه سلولهای سنگفرشی با ۵۵ کروموزوم بوده که در موشهای فاقد تیموس (Nude) ایجاد تومور نمی‌کنند. این سلولها یک سری از پروتئین‌های پلاسمایی را مثل آلبومین، ترانسفرین و پروتئین‌های مرحله حاد مثل فیبرینوژن، آلفا-۲-ماکروگلوبولین، آلفا-۱-آنتی تریپسین، ترانسفرین و پلاسیمینوژن را ترشح می‌کنند. این سلولها در مقیاس زیاد در سیستمهای کشت رشد داده شده‌اند. آنتی‌ژنهای سطحی ویروس هپاتیت بی در آن یافت نشده‌اند. HepG2 به تحریک هورمون رشد انسانی پاسخ می‌دهد.
سلول‌های HepG2 مدل خارج سلولی (in vitro) مناسبی جهت مطالعه سلولهای کبدی قطبی شده انسانی هستند. نوع دیگر سلول کبدی قطبی شده که به خوبی بررسی شده‌اند دامنه سلولی هیبریدی مشتق شده از کبد WIF-B است. در شرایط مناسب کشت، سلولهای HepG2 تمایز ظاهری و عملکردی شدیدی را با تشکیل دامنه‌های سطحی سلولی قاعده ای و جانبی کناری نشان می‌دهند که مشابه کانالچه‌های صفرایی (BC) و دامنه‌های سینوزوئیدی، به‌طور مشخص در in vivo، است.
به دلیل درجات بالای تمایز ظاهری و عملکردی در in vitro، سلولهای HepG2 مدل مناسبی جهت مطالعه ترافیک بین سلولی و پویایی در کانالچه‌های صفرایی، پروتئین‌های غشای سینوزوئیدی و لیپیدهای سلولهای کبدی انسانی در in vitro به‌شمار می‌روند. این مسئله از لحاظ مطالعه بیماریهای کبد انسان که توسط توزیع نادرست پروتئین‌های سطح سلول ایجاد می‌شوند، مثل نقص در انتقال کانالچه‌های کبدی تحت نام سندروم دوبین-جانسون و کاهش جریان صفرا بین کبدی پیش روندهٔ خانوادگی (PFIC) و سندروم افزایش کلسترول خانوادگی (Familial cholesterolemia)، حائز اهمیت است. سلولهای HepG2 و مشتقات آن همچنین به عنوان مدلی برای مطالعات متابولیسم کبد و سمیت مواد شیمیایی، یافتن سمیت سلولی و ژنی مواد غذایی و محیطی (و بنابراین محافظ‌های سلولی و ضد-سم‌های ژنی و عوامل مشابه)، پیدا کردن مواد سرطانزای کبدی و مطالعات دارویی مورد استفاده قرار می‌گیرد. سلولهای HepG2 در تحقیقات لوازم مصنوعی-زیستی کبد به کار می‌روند که این کار معمولاً از طریق تجهیزات سلولی مختلف مانند IsocypTox انجام می‌شود.